# Miroslava Montemayor
Lucero Miroslava Montemayor Gracia (Monterrey, Nuevo León, 5 de enero de 1990) es una modelo y presentadora deportiva mexicana que actualmente trabaja para TNT Sports México, luego de su paso por ESPN donde compartió mesa con José Ramón Fernández.

## Vida personal
Nació en Monterrey, Nuevo León, estudió en la Universidad Autónoma de Nuevo León, en la Facultad de Química. Es aficionada declarada del equipo de fútbol, Tigres de la UANL.

## Concursos de belleza
Lucero Montemayor fue Señorita UANL 2011, concurso de belleza en su Universidad.
Participó en Nuestra Belleza Nuevo León 2012, representando al municipio de Guadalupe, quedó en segundo lugar de la competencia, solo detrás de Cynthia Duque. Ese mismo año participó en Nuestra Belleza México 2012, quedando nuevamente en el segundo puesto, nuevamente escoltando en el podio a la ganadora Cynthia Duque.
Meses más tarde, fue designada por Nuestra Belleza México Organización como Nuestra Belleza Internacional México 2013. Y representó a México en Miss Internacional 2013 en Japón.

## Presentadora

### TV Azteca
En 2014 Montemayor comenzó su carrera como comunicadora en Monterrey, al aparecer en TV Azteca Noreste. En TV Azteca Noreste, Montemayor cubrió el 2015 Pro Bowl y el Super Bowl XLIX en Glendale, Arizona, así como otros eventos deportivos.

### ESPN
En diciembre de 2015, Montemayor dejó Azteca y se unió a ESPN para convertirse en presentadora de la versión en español de NFL Live, que se transmite por ESPN Deportes en los Estados Unidos y ESPN 2 en México y América central. Montemayor también fue presentadora en ESPN México en el programa Los Capitanes cuyo conductor es José Ramón Fernández.

### TNT Sports
En agosto de 2021, tras dos años fuera de los medios de comunicación como producto de su matrimonio con el empresario y dueño de los Xolos de Tijuana, Jorge Alberto Hank, Montemayor fue anunciada como la nueva integrante de TNT Sports para ser la presentadora de todos los partidos de la Champions League.